# Klippan
Klippan è una cittadina (tätort) della Svezia meridionale, situata nella contea di Scania; è il capoluogo amministrativo della municipalità omonima.
Vi nacque il premio nobel per l'economia Bertil Ohlin.